# Männerturnverein Stuttgart 1843 2021-2022
Questa voce raccoglie le informazioni riguardanti il Männerturnverein Stuttgart 1843 nelle competizioni ufficiali della stagione 2021-2022.

## Stagione
Il Männerturnverein Stuttgart 1843 partecipa alla stagione 2021-22 con la denominazione sponsorizzata Allianz MTV Stuttgart.
In 1. Bundesliga ottiene il primo posto in regular season, conquistando il suo secondo scudetto al termine dei play-off scudetto, sconfiggendo il Potsdam. Si aggiudica anche la Coppa di Germania, piegando in finale le resistenze del Dresdner.
In campo europeo è di scena in Coppa CEV, dove viene sconfitto in finale dall'Eczacıbaşı.

## Organigramma societario
Area direttiva
- Presidente: Tim Zimmermann

Area tecnica
- Allenatore: Tore Aleksandersen
- Allenatore in seconda: Bendik Huus
- Assistente allenatore: Andreas Bühler, Faruk Feray
- Scoutman: Andreas Bühler, Faruk Feray

Area sanitaria
- Medico: Andreas Hans Hoffmann, Florian Pfalzer, Gerhard Zeithammel, Frank Stefan Zieger
- Fisioterapista: Kirstin Finckh, Kathrin Neumaier

## Rosa
| N° | Nome              | Ruolo | Data di nascita   | Nazionalità sportiva |
| -- | ----------------- | ----- | ----------------- | -------------------- |
| 1  | Roosa Koskelo     | L     | 20 agosto 1991    | Finlandia            |
| 2  | Julia Nowicka     | P     | 21 ottobre 1998   | Polonia              |
| 3  | María Segura      | S     | 10 giugno 1992    | Spagna               |
| 4  | Juliët Lohuis     | C     | 10 settembre 1996 | Paesi Bassi          |
| 5  | Lena Grundt       | L     | 5 maggio 2004     | Germania             |
| 6  | Hester Jasper     | S     | 7 maggio 2001     | Paesi Bassi          |
| 7  | Emilie Olimstad   | S     | 12 dicembre 2000  | Norvegia             |
| 8  | Ilka van de Vyver | P     | 26 gennaio 1993   | Belgio               |
| 9  | Eline Timmerman   | C     | 30 dicembre 1998  | Paesi Bassi          |
| 10 | Simone Lee        | S     | 7 ottobre 1996    | Stati Uniti          |
| 11 | Mira Todorova     | C     | 12 aprile 1994    | Bulgaria             |
| 12 | Hannah Kohn       | P     | 29 giugno 1998    | Germania             |
| 13 | Krystal Rivers    | O     | 23 maggio 1994    | Stati Uniti          |
| 14 | Helena Dornheim   | S     | 23 marzo 2004     | Germania             |
| 15 | Lara Berger       | S     | 2 novembre 2001   | Germania             |
| 16 | T'ara Ceasar      | S     | 20 luglio 1999    | Stati Uniti          |

## Statistiche

### Statistiche di squadra
| Competizione      | Punti | In casa | In casa | In casa | In trasferta | In trasferta | In trasferta | Totale | Totale | Totale |
| Competizione      | Punti | G       | V       | P       | G            | V            | P            | G      | V      | P      |
| ----------------- | ----- | ------- | ------- | ------- | ------------ | ------------ | ------------ | ------ | ------ | ------ |
| 1. Bundesliga     | 60    | 16      | 13      | 3       | 15           | 15           | 0            | 31     | 28     | 3      |
| Coppa di Germania | -     | 1       | 1       | 0       | 2            | 2            | 0            | 4      | 4      | 0      |
| Coppa CEV         | -     | 4       | 3       | 1       | 4            | 2            | 2            | 8      | 5      | 3      |
| Totale            | -     | 21      | 17      | 4       | 21           | 19           | 2            | 43     | 37     | 6      |

G = partite giocate; V = partite vinte; P = partite perse

### Statistiche dei giocatori
| Giocatrice      | 1. Bundesliga | 1. Bundesliga | 1. Bundesliga | 1. Bundesliga | 1. Bundesliga | Coppa di Germania | Coppa di Germania | Coppa di Germania | Coppa di Germania | Coppa di Germania | Coppa CEV | Coppa CEV | Coppa CEV | Coppa CEV | Coppa CEV | Totale | Totale | Totale | Totale | Totale |
| Giocatrice      | P             | PT            | AV            | MV            | BV            | P                 | PT                | AV                | MV                | BV                | P         | PT        | AV        | MV        | BV        | P      | PT     | AV     | MV     | BV     |
| --------------- | ------------- | ------------- | ------------- | ------------- | ------------- | ----------------- | ----------------- | ----------------- | ----------------- | ----------------- | --------- | --------- | --------- | --------- | --------- | ------ | ------ | ------ | ------ | ------ |
| L. Berger       | 14            | 51            | 46            | 5             | 0             | 2                 | 2                 | 1                 | 1                 | 0                 | 4         | 19        | 10        | 3         | 6         | 20     | 72     | 57     | 9      | 6      |
| T. Ceasar       | 12            | 119           | 111           | 4             | 4             | 0                 | 0                 | 0                 | 0                 | 0                 | 5         | 34        | 30        | 1         | 3         | 17     | 153    | 141    | 5      | 7      |
| H. Dornheim     | 1             | 0             | 0             | 0             | 0             | 0                 | 0                 | 0                 | 0                 | 0                 | 0         | 0         | 0         | 0         | 0         | 1      | 0      | 0      | 0      | 0      |
| L. Grundt       | 1             | 0             | 0             | 0             | 0             | 0                 | 0                 | 0                 | 0                 | 0                 | 0         | 0         | 0         | 0         | 0         | 1      | 0      | 0      | 0      | 0      |
| H. Jasper       | 22            | 122           | 105           | 8             | 9             | 0                 | 0                 | 0                 | 0                 | 0                 | 3         | 6         | 5         | 1         | 0         | 25     | 128    | 110    | 9      | 9      |
| H. Kohn         | 11            | 16            | 4             | 3             | 9             | 1                 | 0                 | 0                 | 0                 | 0                 | 2         | 0         | 0         | 0         | 0         | 14     | 16     | 4      | 3      | 9      |
| R. Koskelo      | 31            | 0             | 0             | 0             | 0             | 3                 | 0                 | 0                 | 0                 | 0                 | 7         | 0         | 0         | 0         | 0         | 41     | 0      | 0      | 0      | 0      |
| S. Lee          | 23            | 359           | 308           | 30            | 21            | 3                 | 52                | 46                | 3                 | 3                 | 1         | 130       | 115       | 8         | 7         | 27     | 541    | 469    | 41     | 31     |
| J. Lohuis       | 26            | 152           | 96            | 36            | 20            | 2                 | 18                | 12                | 1                 | 5                 | 7         | 48        | 29        | 13        | 6         | 35     | 218    | 137    | 50     | 31     |
| J. Nowicka      | 27            | 51            | 19            | 22            | 10            | 3                 | 0                 | 0                 | 0                 | 0                 | 6         | 7         | 2         | 3         | 2         | 36     | 58     | 21     | 25     | 12     |
| E. Olimstad     | 1             | 0             | 0             | 0             | 0             | 1                 | 0                 | 0                 | 0                 | 0                 | 2         | 0         | 0         | 0         | 0         | 4      | 0      | 0      | 0      | 0      |
| K. Rivers       | 24            | 451           | 397           | 41            | 13            | 3                 | 46                | 41                | 5                 | 0                 | 5         | 88        | 85        | 1         | 2         | 32     | 585    | 523    | 47     | 15     |
| M. Segura       | 29            | 266           | 202           | 30            | 34            | 3                 | 27                | 24                | 2                 | 1                 | 7         | 52        | 41        | 7         | 4         | 39     | 345    | 267    | 39     | 39     |
| E. Timmerman    | 28            | 226           | 156           | 56            | 14            | 2                 | 8                 | 5                 | 2                 | 1                 | 7         | 63        | 39        | 20        | 4         | 37     | 297    | 200    | 78     | 19     |
| M. Todorova     | 29            | 179           | 116           | 55            | 8             | 3                 | 22                | 11                | 11                | 0                 | 5         | 18        | 13        | 5         | 4         | 37     | 219    | 140    | 71     | 12     |
| I. van de Vyver | 27            | 42            | 15            | 6             | 21            | 3                 | 5                 | 3                 | 1                 | 1                 | 7         | 10        | 1         | 5         | 4         | 37     | 57     | 19     | 12     | 26     |

P = presenze; PT = punti totali; AV = attacchi vincenti; MV = muri vincenti; BV = battute vincenti